# Bart D. Ehrman
Bart Denton Ehrman (Lawrence, 1955. október 5. –) amerikai bibliatudós, aki az Újszövetség, a történelmi Jézus, valamint a korai kereszténység eredetének és fejlődésének szövegkritikájával foglalkozik. A Chapel Hill-i Észak-Karolinai Egyetem vallástudományi kitüntetett professzora.

## Élete
Az episzkopális egyházban (TEC) nőtt fel; tinédzserként megkeresztelkedett evangelikál lett. A Jézus félreidézése (Misquoting Jesus) című művében elmeséli, hogy fiatalkori lelkesedésében biztos volt abban, hogy Isten ihlette a Biblia szövegét, és megóvta annak szövegét minden tévedéstől.
A Biblia eredeti szavainak megértése iránti vágya az ókori nyelvek, különösen a koiné görög, továbbá a szövegkritika tanulmányozására késztette. A Princetoni Egyetem teológiai karán (PTSem) végzett ilyen tanulmányai során azonban meggyőződött arról, hogy a bibliai kéziratokban olyan ellentmondások és eltérések vannak, amelyeket nem lehet harmonizálni vagy összeegyeztetni.
Ezt követően liberális keresztény, majd később agnosztikus ateista lett.
Széles körben jelentek meg művei az Újszövetség és a korai kereszténység kérdéseiről.
Életében kétszer nősült, és két gyermeke van az első házasságából. Felesége Sarah Beckwith, a Duke Egyetem középkori irodalmának professzora.

## Művei
Legalább harminc könyvet írt és szerkesztett, köztük három főiskolai tankönyvet. Hat New York Times-i bestseller szerzője is volt. 

### Magyarul
- Tények és tévedések a Da Vinci-kódban. A történettudomány álláspontja Jézusról, Mária Magdolnáról és Constantinusról; ford. Békési József; Gold Book, Debrecen, 2006
- Iskarióti Júdás elveszett evangéliuma. Az áruló és az elárult új szemszögből; ford. Kmilcsik Ágnes; Gold Book, Debrecen, 2007
- A kereszténység diadala. Hogyan térítette meg egy apró, betiltott szekta az egész világot?; ford. Beke Ádám; Cser, Budapest, 2019

#### Társszerzőként
- Bruce M. Metzger–Bart D. Ehrman: Az Újszövetség szövege. Hagyományozás, szövegromlás, helyreállítás; ford. Darvas-Tanács Erik; Harmat, Budapest, 2008, ISBN 9789639564862